# 多氏
多氏（おおし／おおうじ／おほし）は、「多」を氏の名とする氏族。日本最古の皇別氏族とされる。「太」「大」「意富」「飯富」「於保」とも記され、九州と畿内に系譜を伝える。奈良時代から続く楽家の一つで、「神楽歌」と「舞楽」を父子相伝した。

## 概要
皇別氏族屈指の古族であり、神武天皇の子の神八井耳命の後裔とされる。
『古事記』によると古族多氏の子孫は、多朝臣、意富臣、小子部連、坂合部連など中央豪族で繁栄した系統、火君（火国造）、大分君（大分国造）、阿蘇君（阿蘇国造）、筑紫三家連、雀部臣、雀部造、小長谷造、伊余國造など九州を中心に繁栄した系統、科野国造、道奧石城國造、常道仲國造、長狭国造、伊勢船木直、尾張丹波臣（丹羽県主）、嶋田臣など東国に繁栄した系統があり、国造や県主になっている例も多い。
多氏のうち、畿内の本流一族は大和国十市郡飫富郷に住み、支流の都祁直は同国山辺郡都祁郷に勢力を持った。『古事記』の編者である太安万侶もこの一族である。
地方に繁栄した多氏の後裔で有名なものに、西国の系統では阿蘇国造の後裔、阿蘇神社神主家の阿蘇氏がある。阿蘇氏の祖は一般に神八井耳命ないし敷桁彦命の子とされる健磐龍命で、『日本書紀』には景行天皇の親征に、子孫の「阿蘇都彦」（美穂主命）が登場する。その後裔は阿蘇氏となったが、その本流はのちに断絶し、傍流の宇治部公（菟道稚郎子皇子の子代部に由来。のちに宇治宿禰を賜姓。）が継承したため、現在の阿蘇氏は宇治部公の系統である。
東国の系統では神八井耳命の4世孫である武五百建命が科野国造に任じられ、その末裔の金弓君は欽明天皇に仕え金刺舎人の姓を賜り、目古君は敏達天皇に仕え他田舎人の姓を賜った。子孫は諏訪神党の祖先となったという。
九州方面に大族が多く存在した理由については、神武天皇が本拠地を近畿地方に移したのち、元の本拠であった九州を神八井耳命に与え、その子孫が各地で繁栄したためとする説がある。
雅楽の御神楽の始祖で、神八井耳命の後裔とされる9世紀の多自然麿の正確な系譜は不明だが、その子孫は地下の楽人として代々宮廷に仕えた。応仁の乱以降の混乱期には多忠宗らを経て、現代に至っている。この家系からは雅楽家だけでなく、『鉄道唱歌』の作曲者・多梅稚、『宵待草』の作曲者・多忠亮、その弟でトニー谷の『さいざんす・マンボ』などの作曲者・多忠修も出ている。

## 系譜
『和州五郡神社神名帳大略註解』巻4補闕に所収されている、久安5年（1149年）謹上の「多神宮注進状」には、断片的ではあるが、多氏の系譜が記されている。
崇神天皇の時代には、神八井耳命の5世孫の武恵賀前命がおり、彦恵賀別命の子とされる。成務天皇の時代には、武恵賀前命の孫の仲津臣がおり、仲津臣は武弥依米命の子とされる。雄略天皇の時代には、「六世孫（仲津臣から数えるか）」の蜾蠃がおり、多武敷の子、多清眼の弟とされる。天武天皇の時代には、多清眼の11世孫の小錦下・多品治がおり、多蒋敷の子とされる。また、品治の子が太安万侶とされる。

## 諸説
- 戦国時代の丹羽氏は多氏の後裔と指摘されている[7]。
- 康和2年（1100年）に、堀河天皇の御神楽歌師範も務めた多資忠とその息子・多節方が雅楽曲の相伝を巡って親戚の山村政連に殺害される事件があった[2]。多氏では本家筋と分家筋で舞楽の「胡飲酒」と「採桑老」をそれぞれ父子相伝の秘曲としており、資忠の実父・多時資は「採桑老」を、資忠の伯父・多政資は「胡飲酒」を相伝していた[2]。犯人の山村政連は政資の外孫で多政連として「胡飲酒」を相伝していたが、その後、資忠が政資の養子に入ったことで、多氏を離れ父方の山村姓を名乗った[2]。養子入りにより資忠は実父から相伝していた「採桑老」に加え、「胡飲酒」も伯父から相伝した[2]。自身も2曲を望んだ山村政連は「採桑老」の伝授を資忠に願い出たが、資忠に断られたことにより資忠親子を殺害した[2]。多氏の秘曲「胡飲酒」は、同曲を伝授されていた源雅実（堀河天皇の外叔父）を通じて資忠の息子・多忠方と多近方に伝えられたが、「採桑老」は断絶した[2]。